# Boston (Lincolnshire)
Boston ist eine Mittelstadt in der englischen Grafschaft Lincolnshire und Verwaltungssitz des gleichnamigen Borough of Boston. Sie hatte im Jahre 2001 gemäß Volkszählung insgesamt 35.124 Einwohner.

## Geografie
Boston liegt an der Nordseeküste kurz vor der Mündung des Witham in das Gezeitenbecken The Wash. Die nächsten größeren Städte im Umkreis sind Peterborough (50 km südlich) und Lincoln (55 km nordwestlich).

## Geschichte

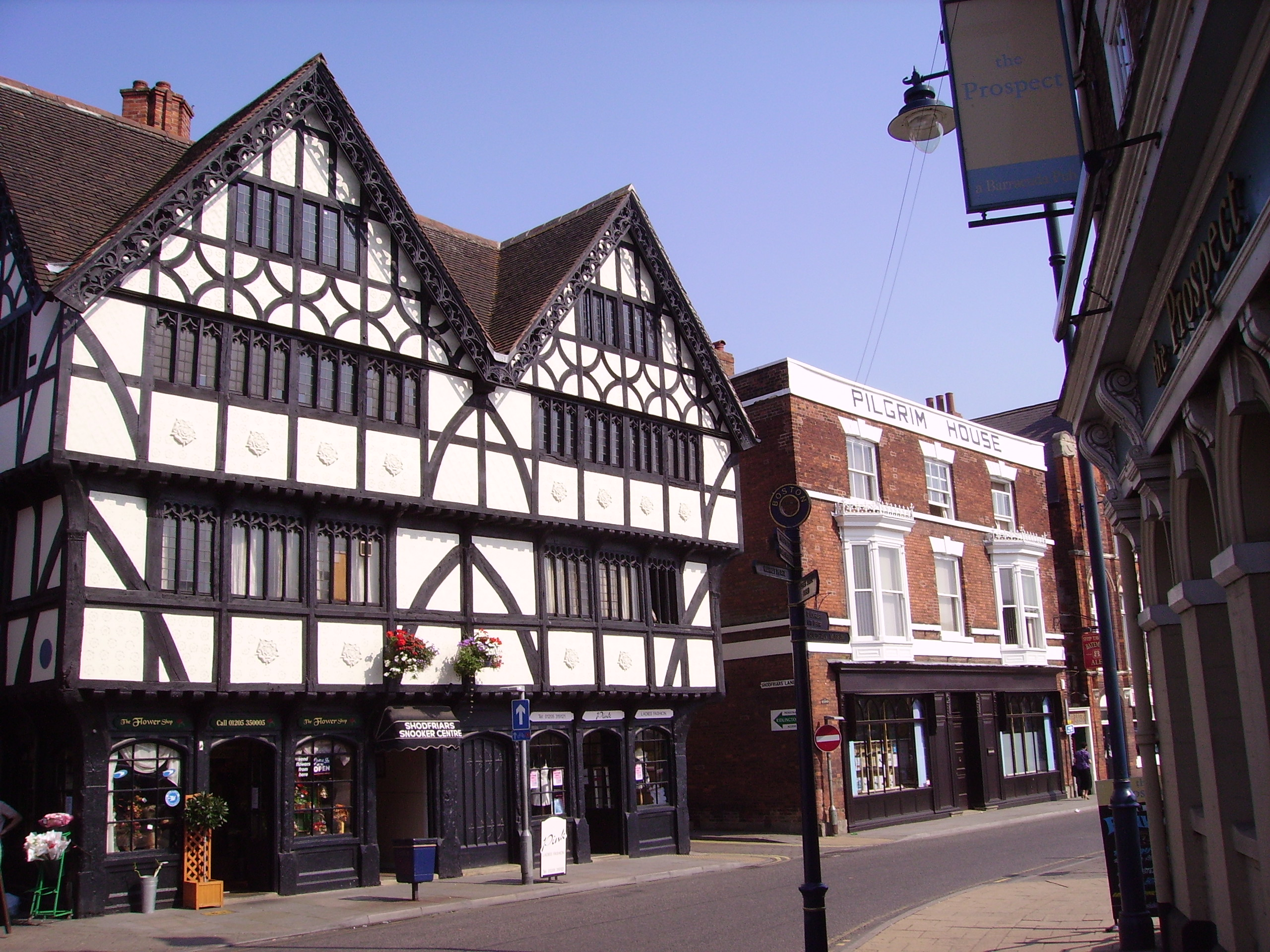
Pilgrims House (rechts)

Auf einer der wenigen Inseln festen Untergrunds im sumpfigen Marschland der Fens wurde im Jahr 650 ein Kloster gegründet. Nach Einzug der normannischen Eroberer entwickelte sich die Hafenstadt bis zum 14. Jahrhundert zu Englands Haupthafen für den Woll- und Tuchexport nach Europa.
Boston diente im Mittelalter als wichtiger Seehafen für den Handel mit Kontinentaleuropa. Es war Standort einer Faktorei der Hanse und unterstand als solche zeitweilig dem Stalhof in London. Die alte Hafenstadt war der zweitwichtigste Hafen des Königreichs England und unterhielt ausgedehnten Handelsbeziehungen zu den Hansestädten.
Von hier starteten 1607 die Pilgerväter ihren vergeblichen Versuch, Holland und damit Religionsfreiheit zu erreichen.
Einige der Pilgerväter, die 1620 mit dem Schiff Mayflower nach Amerika auswanderten und dort 1630 die neue Stadt Boston gründeten, stammten aus dem englischen Boston oder waren hier inhaftiert gewesen. Ihre Kerkerzellen sind noch erhalten.
Nach einer Phase des wirtschaftlichen Niedergangs am Ende des 20. und Anfang des 21. Jahrhunderts, der sich u. a. im Leerstand zahlreicher Geschäfte zeigte, bescherte der Zustrom osteuropäischer Arbeitskräfte seit 2004 Boston einen unverhofften Aufschwung. „Die Zuwanderer haben die Stadt gerettet“, so der Wirtschaftswissenschaftler Ian Barnes von der University of Lincoln.
Die Mehrheit der Wähler in Lincolnshire sah dies jedoch nicht so. So stimmten im Wahlbezirk Boston am 23. Juni 2016 beim britischen EU-Referendum 75,6 % für den Austritt aus der EU – der landesweite Spitzenwert.

## Tourismus
Die bedeutendste Sehenswürdigkeit der Stadt ist die Pfarrkirche Saint Botolph, mit dem berühmten Boston Stump, einem Kirchturm, dessen Unterbau im Jahr 1309 begonnen und 1460 vollendet wurde. Er ist 83 Meter hoch und beherrscht die Landschaft im Umkreis der Stadt. Früher diente er als Leuchtturm für die Schiffe und für die Reisenden durch die Fens. Im 19. und 20. Jahrhundert wurde die Kirche mit Spenden von Bürgern des US-amerikanischen Bostons restauriert.
Weitere Sehenswürdigkeiten sind die siebenstöckige, fünfflügelige Windmühle Maud Foster (engl. Maud Foster Mill) von 1819, Englands höchste mahlfähige Windmühle und letzte der mehr als zwanzig Mühlen am Ort, auf der Einfassung des Maud Foster Kanals (engl. Maud Foster Drain), einem der Hauptentwässerungskanäle, und die Gildehalle (Boston Guildhall), ein Backsteinbau aus dem Jahr 1450, in dem das Stadtmuseum untergebracht ist.

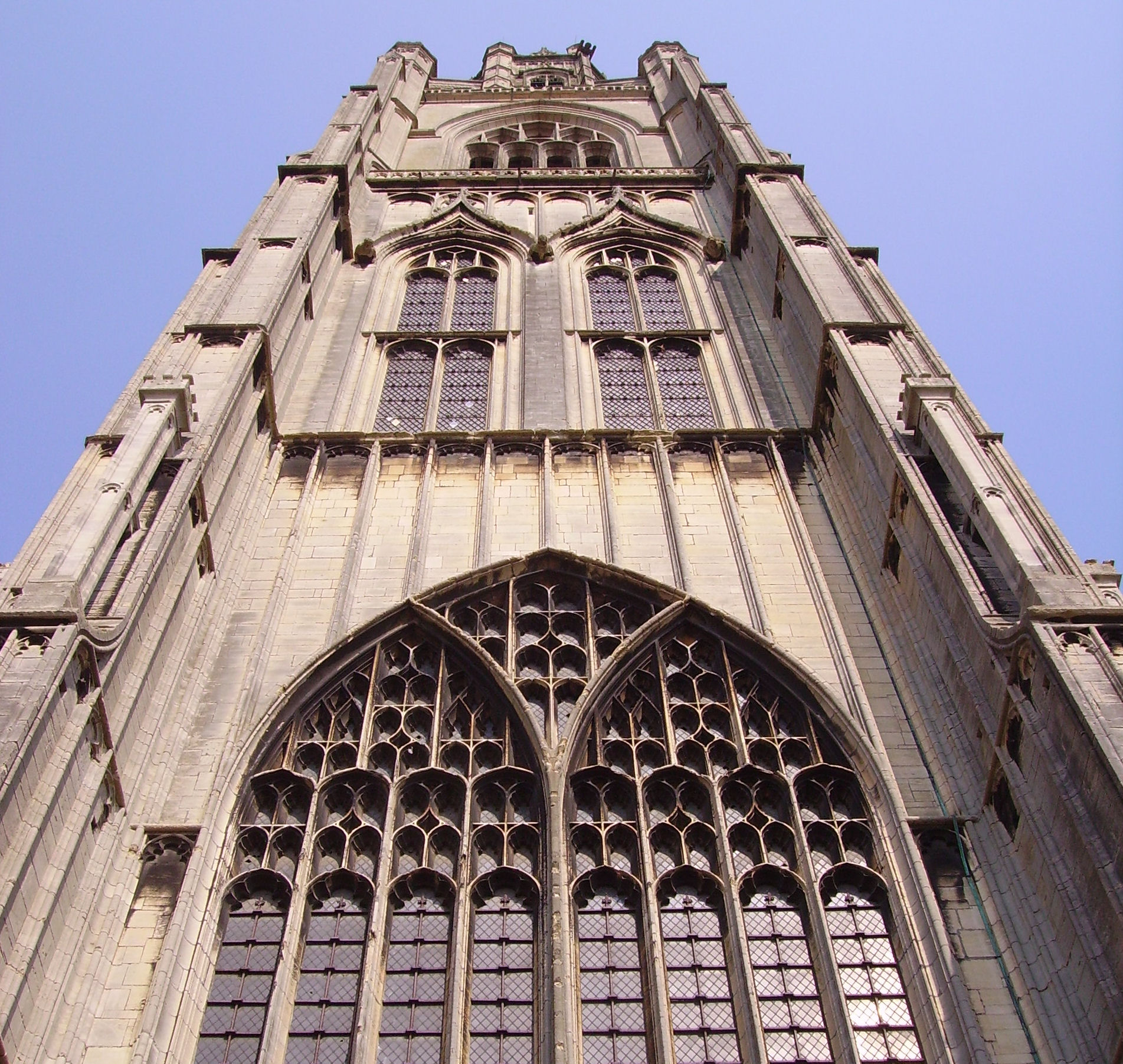
Boston Stump
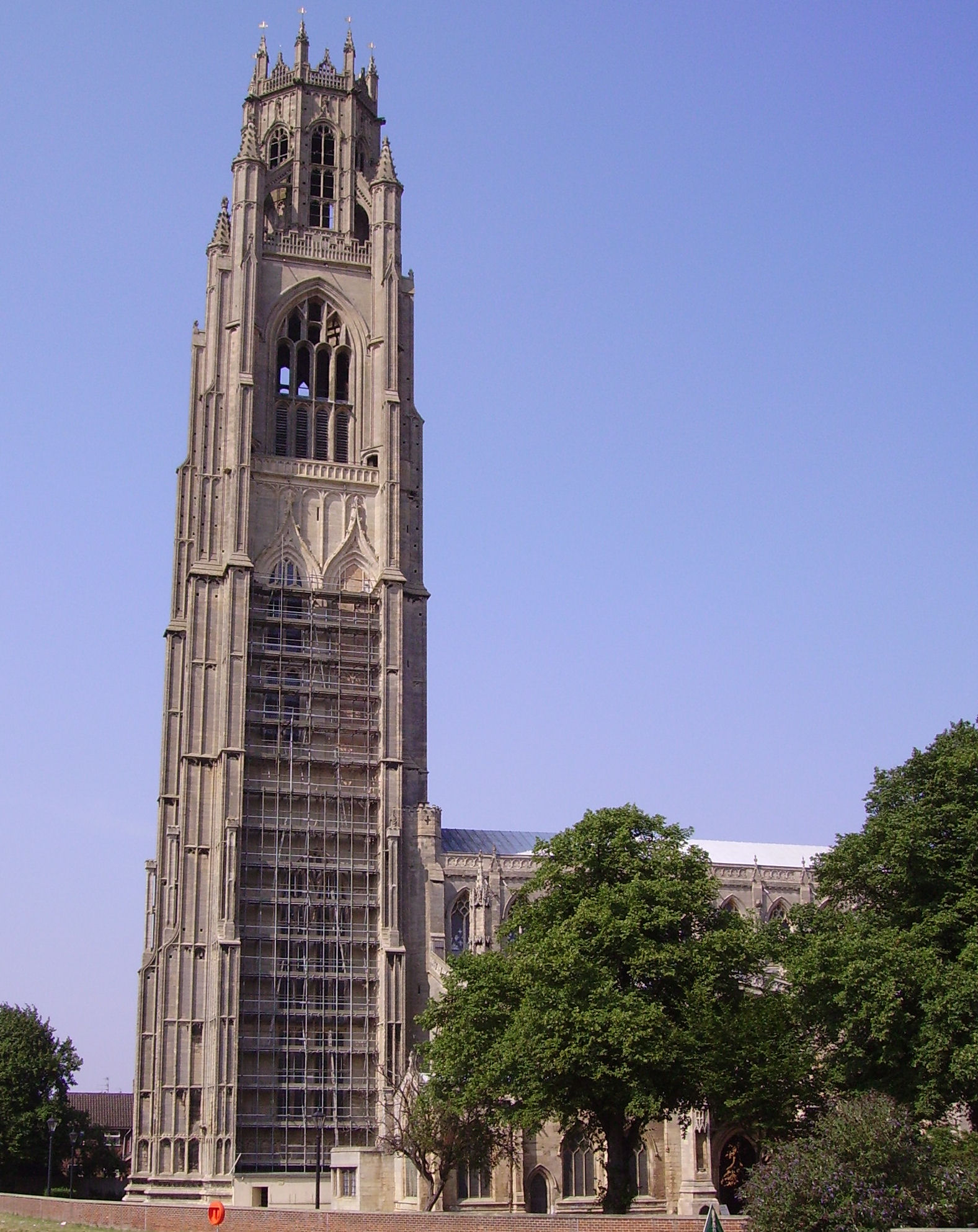
Boston Stump
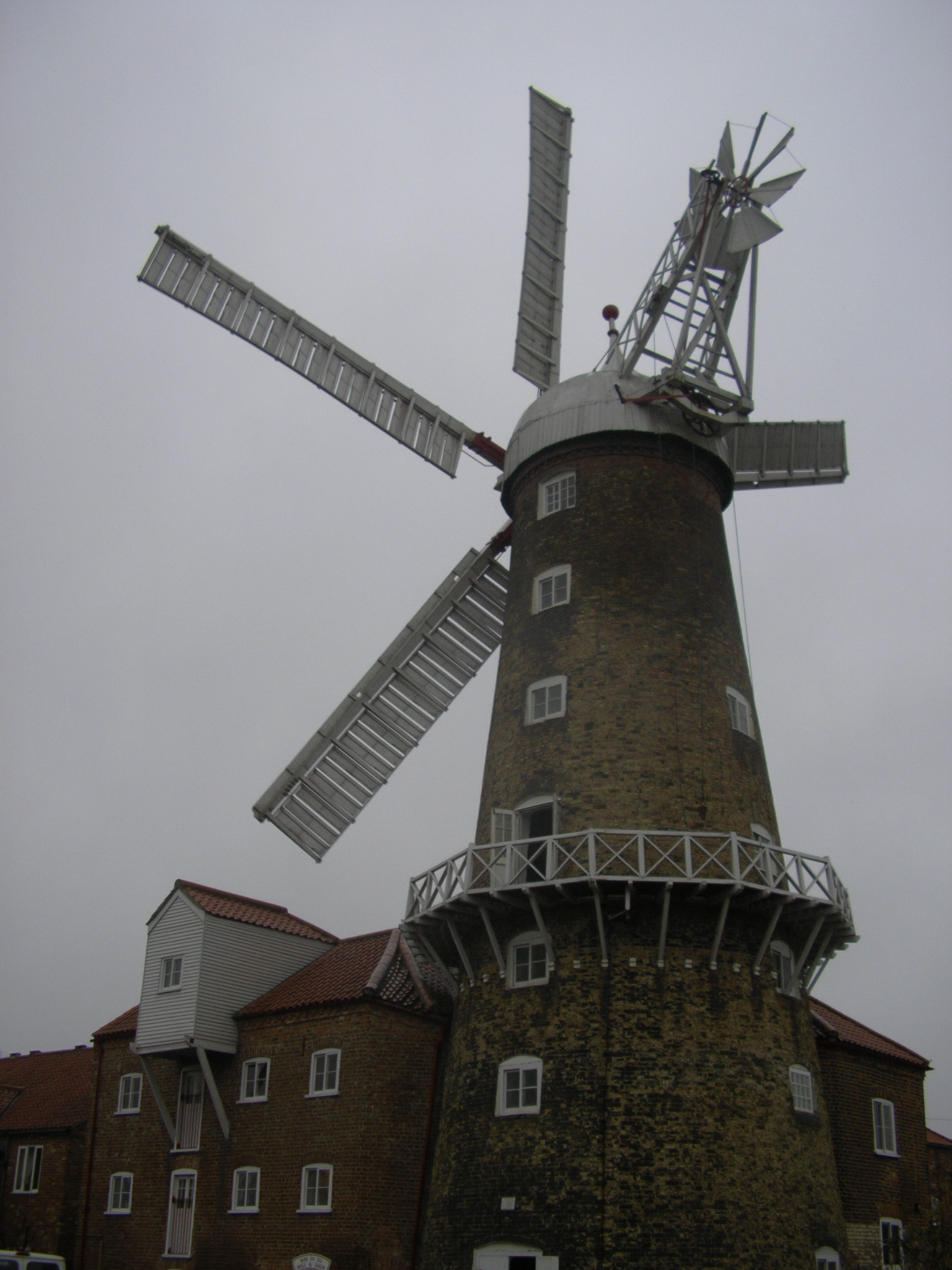
Windmühle Maud Foster
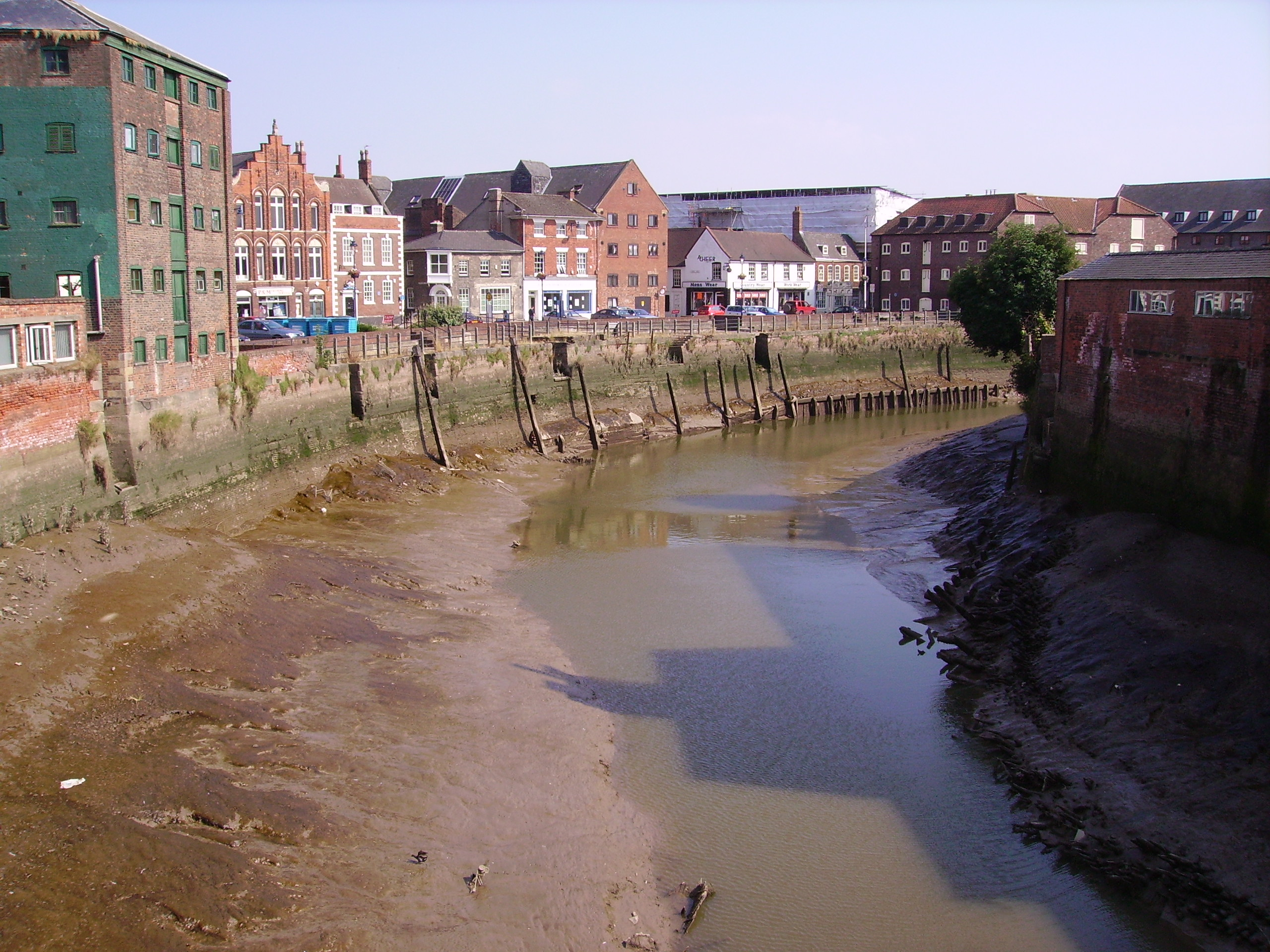
Gezeiteneinfluss

## Verkehr
Boston befindet sich an den A-Straßen A16 road (Grimsby–Peterborough) sowie A52 road (Mablethorpe–Newcastle-under-Lyme). Bei Peterborough besteht mit der A1(M) Anschluss an das Fernstraßennetz.
Der Bahnhof Boston befindet sich an der Poacher Line von Grantham nach Skegness, die von East Midlands Railway betrieben wird. Außerdem war Boston Endpunkt der East Lincolnshire Line, die über Louth nach Grimsby führte, 1970 dann jedoch der Beeching-Axt zum Opfer fiel. Auch die Lincolnshire Loop Line führte durch die Stadt.

## Städtepartnerschaften
Bostons Partnerstädte sind seit 1958 Laval (Mayenne) in Frankreich, seit 1999 Boston (Massachusetts) in den Vereinigten Staaten und seit 2002 Hakusan in Japan.

## Trivia
Die 2019 ausgestrahlte Polizeiserie Wild Bill spielt in Boston.

## In Boston geborene Persönlichkeiten
- John Foxe (1517–1587), Schriftsteller
- Anthony Ascham (1614/18–1650), Adeliger, Parlamentarier und Diplomat
- John R. Jewitt (1783–1821), Waffenschmied, Schriftsteller, Seefahrer, Schauspieler und Sänger
- James Richardson (1809–1851), Missionar, Abolitionist und Afrikaforscher
- Jean Ingelow (1820–1897), Dichterin
- John Westland Marston (1819–1890), Schriftsteller
- William Frederick Horry (1843–1872), verurteilter Mörder
- Elizabeth Jennings (1926–2001), Dichterin
- Jim Clark (1931–2016), Filmeditor und Regisseur
- Peter Brotherton (* 1931), Radrennfahrer
- Victor Emery (1934–2002), theoretischer Festkörperphysiker
- Alan Moulder (* 1959), Toningenieur und Musikproduzent
- Ben Pridmore (* 1976), Gedächtnissportler
- John Oster (* 1978), walisischer Fußballspieler
- Melanie Marshall (* 1982), Schwimmerin
- Hannah Macleod (* 1984), Hockeyspielerin
- Crista Cullen (* 1985), Hockeyspielerin
- Vaila Barsley (* 1987), Fußballspielerin